# 鶴見大学本古活字版源氏物語
鶴見大学本古活字版源氏物語（つるみだいがくほんこかつじばんげんじものがたり）とは、現在鶴見大学（本部・神奈川県横浜市鶴見区）に所蔵されている古活字版源氏物語のことである。

## 概要
鶴見大学は、文学部が設置された1963年（昭和38年）ころから精力的に和漢の古典籍蒐集に取り組むようになった。中でも文学部長であった久松潜一が、当時紫式部学会の会長を務めており、同学会の事務局が鶴見大学内におかれていたことなどから源氏物語関係の古書籍が重点蒐集品目の一つとなっていた。本「鶴見大学本古活字版源氏物語」もそのような中で収集された「古活字版源氏物語」である。
寛永年間に出版されたと見られる寛永古活字版源氏物語の一つである。寛永年間に出版されたと見られる「寛永古活字版源氏物語」には、川瀬一馬が当初「寛永古活字版」として見出した大東急記念文庫所蔵本・昌平坂学問所旧蔵内閣文庫蔵本・正宗敦夫蔵本などのほかに「寛永古活字版と同じ活字を使用した古活字版ではあるが、わずかに異なる文面をもった異植版である」とされ寛永古活字版の異版に分類された久原文庫蔵本がある。この寛永古活字版の異版には、それ以後に見出された九州大学蔵本・広島県立歴史博物館黄葉夕陽文庫本・久邇宮家旧蔵本などそれぞれに少しずつ異なりを見せるものがいくつか確認されているが、この鶴見大学本も寛永古活字版源氏物語の異版に分類される源氏物語の版本の一つである。